# 差弗
差弗（？—？），姬姓，是皇僕的儿子，周部落首领。皇僕死后，由差弗继立。
差弗死后，儿子毁隃继立。